# لیفت (چارچوب تحت وب)
لیفت یک چارچوب وب آزاد و متن باز است که برای زبان برنامه‌نویسی اسکالا طراحی شده است. در اصل این پروژه توسط David Pollak ساخته شده است که نسبت به جنبه‌های خاصی از چارچوب روبی آن ریلز ناراضی بود. لیفت به عنوان یک پروژه متن باز در ۲۶ فوریه ۲۰۰۷ تحت مجوز آپاچی ۲٫۰ راه اندازی شد. فوراسکوئر را می‌توان به عنوان یک پلت فرم وب رایج و تجاری که با استفاده از لیفت توسعه یافته شده است، نام برد.